# Jimmy D. Lane
Jimmy D. Lane (né le 4 juillet 1965 à Chicago États-Unis) est un guitariste de blues américain.
Il est le fils de Dorothy et Jimmy Rogers. Dans son enfance, il fait connaissance de nombreux bluesmen plus âgés qui ont travaillé avec son père, notamment Muddy Waters, Howlin' Wolf, Willie Mabon, Little Walter et Albert King.

## Discographie
- It's Time (2004, APO Records) - Jimmy D. Lane et Double Trouble  produit par Eddie Kramer